# Middelfartkredsen
Middelfartkredsen er fra 2007 en opstillingskreds i Fyns Storkreds. I 1971-2006 var kredsen en opstillingskreds i Fyns Amtskreds. I 1920-1970 var kredsen en opstillingskreds i Odense Amtskreds. I 1849-1918 var kredsen en valgkreds.
Middelfartkredsen blev i 2007 udvidet med afstemningsområderne fra tre tidligere kommuner; Otterup, Bogense og Søndersø (til sammen nu Nordfyns Kommune). Disse lå indtil 2007 i den nu nedlagte Otterupkreds.
Den 8. februar 2005 var der 39.485 stemmeberettigede vælgere i kredsen.
Kredsen rummede i 2005 flg. kommuner og valgsteder::
1. Assens Kommune
  1. Borgerskolen,Assens
  2. Bågø Skole
  3. Ebberup Skole
  4. Helnæs Skole
  5. Salbrovad-Hallen
  6. Turup Forsamlingshus
2. Ejby Kommune
  1. Balslev
  2. Brenderup
  3. Ejby
  4. Fjelsted
  5. Gelsted
  6. Harndrup
  7. Husby
  8. Indslev
  9. Tanderup
  10. Ørslev
3. Glamsbjerg Kommune
  1. Flemløse
  2. Glamsbjerg
  3. Køng
  4. Søllested
  5. Ørsted
4. Middelfart Kommune
  1. Kauslunde Forsamlingshus
  2. Lillebæltshallen
  3. Røjle Forsamlingshus
  4. Strib Skole
  5. Vestre Skole
5. Nørre Aaby Kommune
  1. Baaring
  2. Føns
  3. Nørre Aaby
  4. Roerslev
  5. Rolund

## Folketingskandidater
| Liste | Parti                       | Kandidat | Bemærk                                                     |
| ----- | --------------------------- | --- | ---------------------------------------------------------- |
| A     | Socialdemokratiet           | Dan Jørgensen |                                                            |
| B     | Radikale Venstre            | Camilla Hersom |                                                            |
| C     | Det Konservative Folkeparti | Nicoline Damkjær |                                                            |
| D     | Nye Borgerlige              | |                                                            |
| F     | Socialistisk Folkeparti     | |                                                            |
| I     | Liberal Alliance            | |                                                            |
| O     | Dansk Folkeparti            | Carsten Kudsk |                                                            |
| V     | Venstre                     | Torben Lyngsøe Povlsen |                                                            |
| Ø     | Enhedslisten                | Jonas Hulgaard Ammundsen |                                                            |
| Å     | Alternativet                | Stine Bardeleben Helles, Fabian Munkholm Davidsen, Mikkel Holm-Pedersen, Tine Busk, Line Gessø Storm Hansen, Karl Bidstrup, Mette Rahbek | Er opstillet i samtlige opstillingskredse i Fyns Storkreds |